# GP2X
GP2X는 게임파크 홀딩스에서 개발하는 비디오 게임 콘솔 겸용 포터블 미디어 플레이어로, 전작 격인 GP32의 기능을 극대화한 후속 기종이다. (단 두 기기의 프로그램 호환성은 없다.) 2005년 9월 2일 이름 공모전을 통해 브랜드 이름을 확정했으며, 같은 해 11월 10일에 발매되었다. 이후 터치스크린을 추가한 F-200과 내부 사양이 변경된 F-300이 발매되었으며, 후속작은 GP2X 위즈이다.
게임은 소수만이 발매되었으나, 오픈 소스를 이용하여 사용자가 작성한 프로그램을 구동하기 쉬운 구조로 인해, 사용자가 직접 작성하거나 포팅한 게임이 다수 존재한다.

## GP2X F-100
한정 물량 500개가 매진되었고, 2006년 5월 12일에 정식으로 발매되었다. 2007년 5월에는 TV 출력, USB 포트, 시리얼 포트 등을 지원하는 크래들이 발매되었다.

### 예약 한정 판매
게임파크 홀딩스는 예약 한정판매 물량은 당초 2005년 11월 4일에 발송할 예정이었으나, 본체에 결함이 발견되어 11월 10일로 미뤄졌다. 하지만 발송된 기기에도 수많은 버그들이 있어 이와 관련된 불만 사항이 GP2X 팬사이트에 올라오기 시작했다. 대체적인 내용은 액정 오류, USB 인식 실패, 일부 SD 카드 인식 불가, 시동 오류, 일부 동영상 미지원, 어이 없는 사용 시간 등이었다. 게임파크 홀딩스는 촉박한 시간, 그리고 하청 업체의 제품 불량이라고 밝혔지만, 많은 사용자들이 불만을 품고 항의하자 게임파크 홀딩스는 원하는 사람에게 환불을 하였으며 이후 꾸준히 펌웨어 업그레이드를 실시하여, 많은 버그가 고쳐졌다. 결과적으로 게임파크홀딩스는 정직한 회사의 모습을 보여주었으나 회사의 이미지가 다소 하락되었다.
이 사건 때문에 한 때 이탈리아 수출 계약이 파기되고 정식 발매일이 무기한 늦추어지기도 했다.
한정판과 이후 발매된 정식판은 사양이 거의 동일하지만, 액정이 각각 인터레이스와 프로그레시브인 차이가 있다.

### 사양
- 중앙 처리 장치: (듀얼 코어) ARM920T (호스트 200 MHz) + ARM940T (200 MHz)
- 그래픽가속칩셋: MMSP2
- 내장 메모리: 64 메가바이트
- 운영 체제: 리눅스
- 저장 매체: SD 카드
- 펌웨어 버전 : 4.1
- 연결: USB 2.0 고속
- 전원: AA X 2
- 화면: 3.5 인치 TFT-LCD QVGA
- TV-OUT
- 교류(AC) 전원: 3.3V 1A ~ 2A

### 지원 동영상 파일
- 동영상: MPEG, MPEG4, 디빅(DivX) 3/4/5, XviD
- 동영상 파일 해상도: 최대 720 X 480, 초당 30 프레임
- 프레임 속도: 초당 최대 30 프레임
- 재생 비트레이트: 비디오 최대: 2500 Kbps ~ , 오디오 최대: 384Kbps
- 건전지 수명: 최대 4시간

### 지원 음악 파일
- 지원하는 음악 파일: MP3, OGG
- 주파수 범위: 20 Hz-20 kHz
- 이퀄라이저: 일반(Normal), 고전(Classic), 록(Rock), 째즈(Jazz), 팝(Pop)
- 건전지 수명: 최대 10 시간

## GP2X F-200
2007년 10월 31일 터치 스크린 등이 추가된 새 모델 F-200이 출시될 예정이었으나, 재고와 배송 과정에 문제가 발생하여 11월 5일부터 배송을 시작했다. 깜빡이 영어 학습기에 포함된 형태로도 판매했다.

### F-100에 비해 발전한 사항
- 색상이 하얀색으로 변경
- 터치스크린을 지원
- 패드가 디지털 방식으로 변경
- 멀티태스킹이 가능
- SDHC 메모리를 지원
- 오디오 AMP 출력이 증가
- USB 자동 인식 및 다운로드 속도 개선
- UI 디자인 및 사용방식 변경 (NAND 메모리 사용 불가능)
- 화면에서 배터리 표시등이 추가
- SD카드 삽입방향이 반대로 변경
- 부팅시 부팅음 무음으로 변경 가능
- MP3 홀드키 조합 변경 (Select + L)
- 이북 북마크 삭제기능 추가
- 배터리 단자가 변경
- MP3용 리모컨 지원 (별도판매)

이 중 일부 기능은 F-100에도 펌웨어 업그레이드를 통해 적용되었다.

## GP2X F-300
F-200의 후속 기종. 공식적으로 발표는 없었으나, 깜빡이 영어 학습기를 구입한 사용자들이 정보를 커뮤니티에 알리면서 존재가 알려졌다. 게임파크 홀딩스에서는 깜빡이 영어 학습기에 포함된 형태로만 판매했고 단품 판매는 하고 있지 않으며, 홈페이지에도 관련된 정보는 없다.
외형은 F-200과 거의 동일하지만 색상은 검은색으로 변경되었으며, 내부의 사양은 상당한 변화가 있어서 프로그램의 호환성은 거의 없다.  GP2X 위즈와 거의 같다. 현재 일부 프로그램이 포팅되었다.
그러나, 학습기 위주의 기기이기 때문에, 게임쪽에서 많이 떨어지며, 에뮬레이터 개발도 많지 않다. GP2X Wiz와 같이 F시리즈 후속작이고,
스펙에서 차이가 많이 나지는 않지만, 차이점이 몇 있다.
- GP2X Wiz와 차이점

1) 화면
- Wiz:OLED *F-300:3.5인치 LCD

(2) 크기
- Wiz:12.2cm(넓이) x 6cm(높이) x 1.2cm(두께) *F-300:14.3cm(넓이) x 8.2cm(높이) x 2.8cm(두께)

(3) Flash 엔진
- Wiz:탑재 *F-300:미탑재

(4) 배터리
- Wiz:2000mAh 리튬-이온 폴리머 배터리 *F-300:1400mAh 리튬-이온 폴리머 배터리

2009년 연내에 3000대정도가 수출될 예정이었으나 취소된 것으로 알려졌다.
(참고)또, F-300에 쓰이는 '보카마스터'라는 SD 카드 형식의 영어 학습 프로그램이 위즈, F-200/100 과 호환된다는 말이 있다.

## 같이 보기
- GP32
- GP2X 위즈